# Kanton Sancergues
Der Kanton Sancergues war bis 2015 ein französischer Wahlkreis im Département Cher und in der Region Centre-Val de Loire. Er umfasste 18 Gemeinden im Arrondissement Bourges; sein Hauptort (frz.: chef-lieu) war Sancergues. Die landesweiten Änderungen in der Zusammensetzung der Kantone brachten im März 2015 seine Auflösung. Vertreter im conseil général des Départements war zuletzt für die Jahre 1976–2015 Serge Berthelot.

## Gemeinden
| Gemeinde                | Einwohner Jahr | Fläche km² | Bevölkerungsdichte | Postleitzahl | Code INSEE |
| ----------------------- | -------------- | ---------- | ------------------ | ------------ | ---------- |
| Argenvières             | 477 (2013)     | –          | – Einw./km²        | 18140        | 18012      |
| Beffes                  | 673 (2013)     | –          | – Einw./km²        | 18320        | 18025      |
| La Chapelle-Montlinard  | 493 (2013)     | –          | – Einw./km²        | 18140        | 18049      |
| Charentonnay            | 303 (2013)     | –          | – Einw./km²        | 18140        | 18053      |
| Chaumoux-Marcilly       | 100 (2013)     | –          | – Einw./km²        | 18140        | 18061      |
| Couy                    | 365 (2013)     | –          | – Einw./km²        | 18140        | 18077      |
| Étréchy                 | 444 (2013)     | –          | – Einw./km²        | 18800        | 18090      |
| Garigny                 | 253 (2013)     | –          | – Einw./km²        | 18140        | 18099      |
| Groises                 | 143 (2013)     | –          | – Einw./km²        | 18140        | 18104      |
| Herry                   | 1034 (2013)    | –          | – Einw./km²        | 18140        | 18110      |
| Jussy-le-Chaudrier      | 632 (2013)     | –          | – Einw./km²        | 18140        | 18120      |
| Lugny-Champagne         | 149 (2013)     | –          | – Einw./km²        | 18140        | 18132      |
| Marseilles-lès-Aubigny  | 671 (2013)     | –          | – Einw./km²        | 18320        | 18139      |
| Précy                   | 338 (2013)     | –          | – Einw./km²        | 18140        | 18184      |
| Saint-Léger-le-Petit    | 369 (2013)     | –          | – Einw./km²        | 18140        | 18220      |
| Saint-Martin-des-Champs | 308 (2013)     | –          | – Einw./km²        | 18140        | 18224      |
| Sancergues              | 687 (2013)     | –          | – Einw./km²        | 18140        | 18240      |
| Sévry                   | 79 (2013)      | –          | – Einw./km²        | 18140        | 18251      |